# Viktor Niewiesch
Viktor Niewiesch (* 3. Mai 1877 in Oppeln; † unbekannt) war Generaldezernent der Polizei bei der Bezirksregierung Arnsberg.

## Leben
Nach dem Verlassen des Gymnasiums in Oppeln aus der Obersekunda wurde Viktor Niewiesch Verwaltungsmitarbeiter beim Landratsamt Düren und wurde zum 18. November 1897 als „überzähliger“ Beamtenanwärter ohne Einkommen bei der Bezirksregierung Aachen angestellt. 1899 wechselte er zum dortigen Polizeipräsidium. Bevor er hier am 22. Juli 1919 Polizeiassessor wurde, hatte er im Preußischen Ministerium der geistlichen und Unterrichtsangelegenheiten eine aushilfsweise Beschäftigung gefunden und war von 1914 an bei der Kaiserlich-Deutschen Zivilverwaltung in der Provinz Lüttich tätig. Im April 1920 zum Polizeirat befördert, war er Mitglied der deutschen Delegation für die deutsch-belgischen Grenzverhandlungen. 1921 wurde er zunächst kommissarischer und ab Dezember 1922 definitiver Leiter der Polizeiverwaltung in Witten.
Die Besatzungsbehörden wiesen ihn im Februar 1923 aus, worauf er eine Tätigkeit bei der Bezirksregierung Arnsberg fand, wo er am 6. November 1926 zum Regierungsrat befördert wurde. Noch im gleichen Monat wurde er Leiter des Polizeiamtes Herne. Er trat zum 1. Mai 1933 der NSDAP bei (Mitgliedsnummer 3.285.132) und war in den Jahren 1935 und 1936 Ratsherr in Herne. 1934 mit der vorübergehenden Stellvertretung eines zum Preußischen Staatsministerium abgeordneten Beamten beauftragt, kam er am 15. Januar 1936 als stellvertretender Generaldezernent zur Bezirksregierung Arnsberg. Am 1. Dezember 1937 zum Oberregierungsrat befördert, wurde er Generaldezernent der Polizei und Dezernent für Reichsverteidigungsangelegenheiten. Bevor er im Februar 1942 zum Polizeipräsidium Kattowitz abgeordnet wurde, war er von März 1940 an ständiger Vertreter des Regierungsdirektors I und zuständig für Polizei-, Militär- und Reichsverteidigungssachen sowie für Abwehr.
Als Regierungsdirektor war er ständiger Vertreter des Polizeipräsidenten Metz in Kattowitz. 1943 kam er zur Bezirksregierung Arnsberg in sein altes Aufgabengebiet zurück. Schließlich übernahm er hier die Leitung der allgemeinen Abteilung und wurde zum Leitenden Regierungsdirektor befördert. Die Alliierten Truppen verhafteten ihn im April 1945. Ende November des Jahres entlassen, folgte das Entnazifizierungsverfahren. Niewiesch wurde in die Kategorie III (Minderbelasteter) eingestuft und ging zum 1. September 1947 in den Ruhestand.